# Inline-Speedskating-Weltmeisterschaften 2019
Die Inline-Speedskating-Weltmeisterschaften 2019 fanden vom 7. bis 14. Juli 2019 im spanischen Barcelona statt. Die Wettbewerbe auf der Bahn und der Straße wurden im Rahmen der zweiten World Roller Games ausgetragen.
Die erfolgreichsten Teilnehmer waren mit je drei Goldmedaillen Johana Viveros aus Kolumbien bei den Frauen und Bart Swings aus Belgien bei den Herren.

## Frauen
| Distanz              | Gold                                               | Silber                                    | Bronze                                                        |
| Bahn                 | Bahn                                               | Bahn                                      | Bahn                                                          |
| -------------------- | -------------------------------------------------- | ----------------------------------------- | ------------------------------------------------------------- |
| 200 m Sprint         | Geiny Pajaro                                       | Andrea Canon                              | Dalia Soberanis                                               |
| 500 m Sprint         | Kerstinck Sarmiento                                | Mathilde Pedronno                         | Yue-Chi Peng                                                  |
| 1000 m Sprint        | Mareike Thum                                       | Luz Garzón                                | Liu-Hsuan Liu                                                 |
| 10000 m Punkte-Auss. | Johana Viveros                                     | Francesca Lollobrigida                    | Liu-Hsuan Liu                                                 |
| 10000 m Ausscheidung | Luz Garzon                                         | Ho-Chen Yang                              | Mareike Thum                                                  |
| 3000 m Staffel       | Kolumbien Gabriela Rueda Johana Viveros Luz Garzon | Südkorea Yi Seul An Jin-Seon Lim Seul Lee | Frankreich Marine Lefeuvre Clemence Halbout Mathilde Pedronno |
| Straße               |                                                    |                                           |                                                               |
| 100 m Einzelsprint   | Geiny Pajaro                                       | Ying Chu Chen                             | Andrea Canon                                                  |
| 1 Runde              | Andrea Canon                                       | Kerstinck Sarmiento                       | Sandrine Tas                                                  |
| 10000 m Punkte       | Johana Viveros                                     | Laura Gomez                               | Garam Yu                                                      |
| 15000 m Ausscheidung | Francesca Lollobrigida                             | Johana Viveros                            | Ho-Chen Yang                                                  |
| Langstrecke          |                                                    |                                           |                                                               |
| 42195 m Marathon     | Francesca Lollobrigida                             | Johana Viveros                            | Sabine Berg                                                   |

## Männer
| Distanz              | Gold                                              | Silber                                                    | Bronze                                      |
| Bahn                 | Bahn                                              | Bahn                                                      | Bahn                                        |
| -------------------- | ------------------------------------------------- | --------------------------------------------------------- | ------------------------------------------- |
| 200 m Sprint         | Edwin Estrada                                     | Albrecht Simon                                            | Jorge Martinez                              |
| 500 m Sprint         | Pedro Causil                                      | Edwin Estrada                                             | Ricardo Verdugo                             |
| 1000 m Sprint        | Bart Swings                                       | Duccio Marsili                                            | Andres Jimenez                              |
| 10000 m Punkte-Auss. | Bart Swings                                       | Alex Cujavante                                            | Daniel Niero                                |
| 10000 m Ausscheidung | Alex Cujavante                                    | Bart Swings                                               | Daniel Niero                                |
| 3000 m Staffel       | Kolumbien Andres Jimenez Oscar Cobo Edwin Estrada | Frankreich Nolan Beddiaf Gwendal Le Pivert Elton De Souza | Belgien Indra Médard Tim Sibiet Bart Swings |
| Straße               |                                                   |                                                           |                                             |
| 100 m Einzelsprint   | Daniel Greig                                      | Jorge Luis Martinez                                       | Simon Albrecht                              |
| 1 Runde              | Edwin Estrada                                     | Gwendal Le Pivert                                         | Pedro Causil                                |
| 10000 m Punkte       | Yan-Cheng Chen                                    | Timothy Loubineaud                                        | Bart Swings                                 |
| 15000 m Ausscheidung | Bart Swings                                       | Oscar Felipe Cobo                                         | Nolan Beddiaf                               |
| Langstrecke          |                                                   |                                                           |                                             |
| 42195 m Marathon     | Nolan Beddiaf                                     | Bart Swings                                               | Felix Rijhnen                               |

## Medaillenspiegel
| Platz | Land              | Gold | Silber | Bronze | Gesamt |
| ----- | ----------------- | ---- | ------ | ------ | ------ |
| 1.    | Kolumbien         | 13   | 9      | 3      | 25     |
| 2.    | Belgien           | 3    | 2      | 3      | 8      |
| 3.    | Italien           | 2    | 2      | 2      | 6      |
| 4.    | Frankreich        | 1    | 4      | 2      | 7      |
| 5.    | Chinesisch Taipeh | 1    | 2      | 4      | 7      |
| 6.    | Deutschland       | 1    | 1      | 4      | 6      |
| 6.    | Australien        | 1    | 0      | 0      | 1      |
| 8.    | Südkorea          | 0    | 1      | 1      | 2      |
| 8.    | Mexiko            | 0    | 1      | 1      | 2      |
| 10.   | Guatemala         | 0    | 0      | 1      | 1      |
| 10.   | Chile             | 0    | 0      | 1      | 1      |